# Mi-Look
Mi-Look（ミルック）は、京セラが日本国内向けに開発した、auブランドを展開するKDDIおよび沖縄セルラー電話の第3/第3.5世代移動通信システム（CDMA 1X/CDMA 1X　WIN(現・au 3G)）対応の通話・通信機能付き歩数計である。製造型番はKYY03（けーわいわい ぜろさん）。

## 概要
既存の児童向け音声通話機能付防犯用端末であるmamorino／mamorino2／mamorino3（KYY01／02／05）の老齢者向け版にあたる機種であり、更に既存の老齢者向け携帯電話である簡単ケータイSシリーズ（A101K、およびPT001。いずれも2016年6月現在絶版）の実質的な後継機種、および代替機種としての側面を併せ持っている。主に70代以上の老齢の男女を対象（2011年 - 2013年当時）としている。当初から携帯電話を全く契約していない70～80代の老齢者層を親に持つ世代（2011年 - 2013年当時）が、その親に所持されることを想定としている。計測した歩数があらかじめ登録したメールアドレスに自動で通知されるほか、付属品として同梱される卓上ホルダーには赤外線熱センサー方式を用いた人感センサーが搭載されており、家の中の動態を検知するだけでなく、卓上ホルダの前を通過した回数も同時に通知される。また、先述のmamorinoシリーズと同様に、防犯ブザー機能を搭載しており、ストラップを引くとブザーが鳴り、あらかじめ登録した相手に現在地付きのメールを送信することができる。ちなみにmamorinoシリーズと異なり、既存の簡単ケータイ（KYF32以降よりかんたんケータイにブランド改称）シリーズ同様にスライド式の電源スイッチが装備されている。
通話発信はあらかじめ登録された1件に限り通話可能であり、110/119/118発信にも対応する。なお、着信はあらかじめ登録された20件までに限定される。俗に言う「振り込め詐欺」（オレオレ詐欺）や勧誘電話があった場合であっても登録先以外からの電話は受けられない仕様となっている。ちなみに初期設定の状態から着信自動応答機能とハンズフリー機能が設定されているため、数コール後に自動的に着信し、そのままハンズフリー通話が可能となるため、Mi-Lookを所持する老齢者が電話を取る事なく呼びかける事が可能である。 

## 沿革
- 2011年（平成23年）7月21日 - KDDI、および京セラより公式発表。
- 2011年9月9日 - 全国にて一斉発売。
- 2013年（平成25年）10月下旬 - 関西地区にて販売終了。
- 2013年11月中旬 - 東北・関東・中部・沖縄地区にて販売終了。
- 2014年（平成26年）1月下旬 - 上記以外の残りの地区にて販売終了。

## 主な機能・対応サービス
- 防水性能（IPX5/IPX7等級）
- 防塵性能（IP5X等級）
- ハンズフリー通話
- ケータイアップデート
- au ICカード（R-UIMカード）対応

| 主な対応サービス     | 主な対応サービス                                                                            | 主な対応サービス                          | 主な対応サービス                                                                  |
| -------------------- | ------------------------------------------------------------------------------------------- | ----------------------------------------- | --------------------------------------------------------------------------------- |
| EZweb                | EZ「着うた」 （ハイクオリティステレオ(HE-AAC)対応） EZ「着うたフル」 EZ「着うたフルプラス」 | LISMOビデオクリップ                       | LISMO Video                                                                       |
| EZチャンネル         | EZチャンネルプラス                                                                          | Touch Message                             | EZFeliCa                                                                          |
| PCサイトビューア     | じぶん銀行アプリ (別途ダウンロードにて対応)                                                 | EZアプリ(BREW)                            | オープンアプリプレイヤー                                                          |
| ケータイ de PCメール | デコレーションメール                                                                        | デコレーションアニメ                      | au one メール                                                                     |
| EZナビウォーク       | EZ助手席ナビ (別途ダウンロードにて対応)                                                     | 安心ナビ                                  | 災害時ナビ 緊急地震速報 (音声読み上げ対応)                                        |
| 移動経路通知         | 居場所通知（別途EZwebの契約が必要）                                                         | グローバルパスポート （レンタルサービス） | au Smart Sports （Karada Manager） (ただし、Run & Walkは別途ダウンロードにて対応) |
| 護身用防犯ブザー     | 赤外線通信 auフェムトセル (別途、ケータイアップデートにて対応)                              | 制限モード (発着信・送受信制限)           | 通話モード                                                                        |

など

## 不具合
2014年（平成26年）1月21日にケータイアップデートが行われ、以下の不具合が修正された。
- アドレス帳にEメールアドレスを4件以上登録した場合、4件目以降の宛先に緊急ブザー通知が送信できない場合がある。